# 巴格艾日克乡
巴格艾日克乡，是中华人民共和国新疆维吾尔自治区巴音郭楞蒙古自治州且末县下辖的一个乡镇级行政单位。

## 行政区划
巴格艾日克乡下辖以下地区：
阿其玛艾日克村、巴格艾日克村、江大铁日木村、科台买艾日克村、克仁艾日克村和其盖喀什村。